# LOL
 (janvier 2021).
Pour les articles homonymes, voir Lol (homonymie).
« LOL » (de l'anglais Laughing out loud), également écrit en minuscules lol, est un acronyme employé en tant qu'interjection, très répandu sur Internet, symbolisant le rire ou l'amusement. Il est utilisé virtuellement dans tout type de communication par internet ou SMS où le rire est approprié. Il est aussi employé non virtuellement comme expression orale. 
Le mot « LOL » est reconnu par l’Oxford English Dictionary en 2011 et figure dans l'édition 2013 du Petit Robert.

## Étymologie
Le vocable « lol », dans ses multiples graphies, provient de l'anglais et est l'acronyme de « laughing out loud », qui équivaut au français « rire aux éclats » ou « rire à gorge déployée » (littéralement « rire tout haut, à voix haute »), et plus familièrement à « mort de rire », qui a donné lieu à l'abréviation française MDR.
En néerlandais, le mot « lol » signifie amusement, mais il s’agit d’une origine peu plausible pour l'acronyme. [réf. nécessaire]
« Laughing out loud » a été adopté comme signification[Par qui ?] « officielle »[style à revoir] (que reprend le titre complet du film LOL).
En mars 2011, le terme « LOL » est entré dans la troisième édition de l'Oxford English Dictionary, en même temps que les termes OMG et ♥.

## Usage
« lol » est utilisé dans le jargon internaute, notamment dans le contexte de la messagerie instantanée, des forums de discussion (Usenet d'abord puis forums web) et du courrier électronique afin d'accélérer l'écriture et ponctuer un propos. Il permet de signifier rapidement qu'un message lu, ou une situation, est trouvé drôle. En français, le terme « lol » est également utilisé dans le but de souligner une remarque, exprimer une surprise, sans que celle-ci soit nécessairement drôle. Il peut même parfois arriver que le terme « lol » soit au contraire sarcastique, voire ironique, et vise à souligner l'absence totale d'hilarité chez celui qui l'emploie. Ces usages s'éloignent de son origine anglaise qui se réfère plutôt à une réelle hilarité.
Son usage tend à se répandre en dehors d'Internet ou des messages textes envoyés par téléphones portables. Le mot « lol » est parfois prononcé dans des discussions vocales, face à face ou par téléphone. Il est présent sur des cartes postales humoristiques ou des tee shirts liés à la culture « web » ou informatique en général.
Néanmoins, une étude de 2015 menée par Facebook tendrait à indiquer que le « lol » serait aujourd'hui en perte de vitesse,. 

### Orthographe
« lol » s'écrit généralement en minuscules. La forme majuscule « LOL » peut exprimer un rire plus intense. De nombreuses variantes existent telles que « lOl », « :lol: », « lolilol », « olol », « ololz », « 101 », « Lowl », « Lawl », « Laule », « loul », « lolz » ou « lolol [...] », etc. Les formes à plusieurs o (« loool », « looool », etc.) sont considérées comme exprimant un surcroît de moquerie ou de sarcasme ; alors qu'elles sont lexicalement aberrantes, le o correspondant à out ou à of, donc à un simple adverbe ou à une banale préposition. Il arrive aussi qu'il soit conjugué de façon barbare, comme « I loled » ou « I lol'd » en anglais, « j'ai lolé » en français. On peut aussi utiliser le verbe fictif « loler » pour exprimer un usage abusif de ce terme : « Arrête de loler. » Certains logiciels de messagerie instantanée  peuvent remplacer automatiquement le mot « lol » par une icône, comme ils le font pour les émoticônes les plus courantes, si on choisit d'affecter une icône à ce mot.
Dans le standard Unicode 6.0, il existe un emoji surnommé "LOL Emoji", et qui représente un smiley riant aux larmes :